# مهرجان هافانا الدولي لسينما أمريكا اللاتينية الجديدة
مهرجان هافانا الدولي لسينما أمريكا اللاتينية الجديدة (بالإسبانية: Festival Internacional del Nuevo Cine Latinoamericano de La Habana)‏ هو مهرجان سينمائي ينظم سنويا بالعاصمة الكوبية هافانا، وأحد أهم المهرجانات السينمائية في أمريكا اللاتينية. انطلقت أولى دوراته في 3 ديسمبر 1979 بحضور أكثر من 600 صانع أفلام من أمريكا اللاتينية، بدعوة من الجهة المنظمة المعهد الكوبي للفنون والمهن السينمائية (ICAIC). تمنح للفيلم الفائز «جائزة المهرجان الكبرى»، وهي تذكار على شكل شعاب مرجانية تعيش في بحر الكاريبي. المهرجان بلغ دورته 42 في ديسمبر 2020.

## التأسيس
تكمن شهرة المهرجان وأهميته في كونه منصة سينمائية تدعم الهوية العالمية لسينما أمريكا اللاتينية، وتحتفي بالإنتاجات السينمائية وصانعيها بالقارة، وقد تم التعبير عن أهداف المهرجان في الدعوة التأسيسية له بكونه:
يعقد الحدث سنويًا في شهر ديسمبر، ويتضمن عروض الأفلام المشاركة في المسابقات الرسمية للمهرجان، وكذا تقديم عروض فنية للأوبرا والموسيقى، وتنظم معارض للنصوص السينمائية والملصقات غير المنشورة. بالإضافة إلى ذلك يتم تنظيم لقاءات وندوات حول مواضيع مختلفة ذات أهمية ثقافية وخاصة السينمائية منها، وبالمثل يرحب برنامج المهرجان بعينة واسعة تمثل السينما المعاصرة من بقية بلدان العالم.

## التاريخ
منذ انطلاقته سنة 1979 تم تقديم مهرجان هافانا الدولي لسينما أمريكا اللاتينية الجديدة على أنه استمرار لمهرجانات سينمائية قارية سابقة عليه، مثل: «مهرجان فينيا ديل مار» (1967 و1969) ومهرجان ميريدا (1968 و1977) ومهرجان كاراكاس (1974)، وسيصبح موعدا سنويا مستمرا ومستقرا ومدعوما من الدولة الكوبية، تجتمع فيه الأفلام وصانعوها الذين يمثلون الاتجاهات السينمائية الأكثر ابتكارا وحداثة في أمريكا اللاتينية، وللاعتراف ونشر الأعمال السينمائية التي تساهم بناءً على أهميتها وقيمتها الفنية في إثراء وإعادة تأكيد الهوية الثقافية لأمريكا اللاتينية ومنطقة البحر الكاريبي، وتبرز الاختلاف والتميز عما تقدمه هوليوود.
ففي زمن المد الشيوعي بكوبا شكلت السينما وسيلة دعاية مهمة لنظام كاسترو، لذا حظي المهرجان بدعم مؤسسات الدولة، ودأب على تنظيمه المعهد الكوبي للفنون والمهن السينمائية، وترأسه ألفريدو غيفارا منذ دورته الأولى حتى وفاته 2013. وكان مهرجان هافانا الدولي تجسيدا لأحلام مجموعة من صانعي الأفلام البارزين في قارة أمريكا اللاتينية لتقديم إنتاجاتهم والتعبير عن وجود سينما أمريكية لاتينية جديدة. وقد سمحت رؤية الأفلام المعروضة من مختلف بلدان أمريكا اللاتينية بالتعمق بشكل جماعي وللمرة الأولى في ترتيب وتماسك النقاط والأهداف المشتركة التي يجب تحقيقها مع السينما الجديدة الني سادت في أمريكا اللاتينية زمن الثمانينات والتسعينات، وتنسيق العمل من أجل تطويرها.
من الأشياء التي تميز المهرجان هو نشيده الموسيقي، ويحمل عنوان «من القرية» (Desde la Aldea)، من تلحين الفنان الموسيقي الكوبي خوسي ماريا بيتيير، وكان قد تم تأليفه في الأصل كموسيقى تصويرية لسلسلة «حدود الواجب» (frontera del deber)، تم قام المنظمون باختياره ليكون نشيد واللحن الخاص للمهرجان ابتداءا من دورة عام 1990، لأنه يجسد روح الهوية الثقافية لأمريكا اللاتينية.
المهرجان منذ انطلاقته إلى الآن لم يعرف التوقف، وبلغ دورته الثانية والأربعين في ديسمبر 2020، إلا أن جائحة كوفيد 19 أثرت على سيره العادي، حيث عمد المنظمون إلى وضع برنامج من قسمين يراعي التدابير الصحية التي سنتها الدولة لمواجهة هذه الجائحة. وقد تم تنفيذ القسم الأول في ديسمبر 2020 تضمن عرض الأفلام المشاركة في بعض المسابقات الرسمية، في حين أن القسم الثاني والذي سيشهد تنافس الأفلام على الجائزة الكبرى للمهرجان تقرر إقامته في مارس 2021، ومع استمرار الوضع الصحي في البلاد يثير القلق أجل إلى توقيت لاحق.
نافست على جوائز المهرجان منذ انطلاقته إلى الآن مئات الأفلام من مختلف دول أمريكا اللاتينية، وعرف حضور نجوم عالميين في عالم السينما والأدب والسياسة، ويبقى أشهر الضيوف هو غابرييل غارسيا ماركيز الأديب الكولومبي الفائز بجائزة نوبل للآداب الذي أشرف على تأطير ورشة للحكي في دورة 2010.

## المسابقات والجوائز
تنظم عدة مسابقات في عدة فئات مختلفة من الأفلام، أهمها هي:
- فئة الأفلام الروائية الطويلة
- الجائزة الكبرى للمهرجان
- جائزة لجنة التحكيم
- جوائز فردية لأحسن: مخرج، ممثل، ممثلة، سيناريو، تصوير، موسيقى.

- فئة الفيلم الوثائقي
- الجائزة الكبرى
- جائزة لجنة التحكيم

- فئة الأفلام الروائية القصيرة
- جائزة المهرجان الأولى
- جائزة لجنة التحكيم

- فئة أفلام الرسوم المتحركة
- جائزة أفضل فيلم رسوم متحركة طويل
- جائزة أفضل فيلم رسوم متحركة قصير
- جائزة لجنة التحكيم لأفضل فيلم رسوم متحركة

- جوائز متنوعة:
- جائزة أحسن سيناريو مكتوب وغير منشور
- جائزة أحسن ملصق سينمائي
- جائزة الجمهور

كما تحرص عدة جهات إعلامية وثقافية وفنية هلى تقديم جوائز باسمها خلال المهرجان.

## الفائزون
| الدورة | السنة | Título original               | المخرج                                | الدولة     |  |
| ------ | ----- | ----------------------------- | ------------------------------------- | ---------- |  |
| 1      | 1979  | الكولونيل ديلميرو غوفييا      | خيرالدو سارنو                         | البرازيل   |  |
| 1      | 1979  | ماليالا                       | سرجيو خيرال                           | كوبا       |  |
| 2      | 1980  | جايجين، دروب الحرية           | تيسوكا ياماساكي                       | البرازيل   |  |
| 3      | 1981  | إنهم لا يرتدون ربطة عنق سوداء | ليون هيرزسمان                         | البرازيل   |  |
| 4      | 1982  | زمن الانتقام                  | أدولفو أريستاريان                     | الأرجنتين  |  |
| 5      | 1983  | حتى الهدف                     | توماس غوتيريش أليا                    | كوبا       |  |
| 6      | 1984  | ذكريات السجن                  | نيلسون بيريرا دوس سانتوس              | البرازيل   |  |
| 7      | 1985  | منفى غارديل (تانغو)           | فرناندو سولاناس                       | الأرجنتين  |  |
|        | 1985  | فريدا، الطبيعة الحية          | بول ليدوك                             | المكسيك    |  |
| 8      | 1986  | ساعة النجمة                   | سوزانا أمارال                         | البرازيل   |  |
| 9      | 1987  | فيلم الملك                    | كارلوس سورين                          | الأرجنتين  |  |
| 10     | 1988  | جنوب                          | فرناندو سولاناس                       | الأرجنتين  |  |
| 11     | 1989  | آخر صور حطام السفينة          | إليسيو سوبييلو                        | الأرجنتين  |  |
| 12     | 1990  | أهلا همنغواي                  | فرناندو بيريز                         | كوبا       |  |
| 13     | 1991  | جيريكو                        | لويس ألبيرتو لاماتا                   | فنزويلا    |  |
| 14     | 1992  | المهمة المحرمة                | خايمي أومبيرتو إرموسيو                | المكسيك    |  |
| 15     | 1993  | فرولة وشوكولاطة               | توماس غوتيريش أليا وخوان كارلوس تابيو | كوبا       |  |
| 16     | 1994  | بداية ونهاية                  | أرتورو ريبيستيين                      | المكسيك    |  |
| 17     | 1995  | درب المعجزات                  | خورخي فونس                            | المكسيك    |  |
| 18     | 1996  | قرمزي غامق                    | أرتورو ريبيستيين                      | المكسيك    |  |
| 19     | 1997  | مارتين                        | أدولفو أريستاريان                     | الأرجنتين  |  |
| 20     | 1998  | الحياة صفير                   | فرناندو بيريز                         | كوبا       |  |
| 21     | 1999  | مرآب أولمبي                   | ماركو بيشيس                           | الأرجنتين  |  |
| 22     | 2000  | هو، أنت، هي                   | أندروشا فاتينغتون                     | البرازيل   |  |
| 23     | 2001  | لا سيينغا                     | لوكريسيا مارتيل                       | الأرجنتين  |  |
| 24     | 2002  | مدينة الآلهة                  | فرنادو مييرييس وكاتيا لوند            | البرازيل   |  |
| 24     | 2002  | تان المفاجئ                   | دييغو ليرمان                          | الأرجنتين  |  |
| 25     | 2003  | جاناح هافانا                  | فرناندو بيريز                         | كوبا       |  |
| 26     | 2004  | ويسكي                         | خوان بابلو ريبيا وبابلو ستول          | الأوروغواي |  |
| 27     | 2005  | مضاؤون بالنار                 | تريستان بويير                         | الأرجنتين  |  |
| 28     | 2006  | في السماء المناسبة            | كريم إينوز                            | البرازيل   |  |
| 29     | 2007  | ضوء صامت                      | كارلوس رييغاداس                       | المكسيك    |  |
| 30     | 2008  | توني مانيرو                   | بابلو ليران                           | تشيلي      |  |
| 31     | 2009  | الحلمة الخائفة                | كلوديا يوسا                           | بيرو       |  |
| 32     | 2010  | حياة مستعملة                  | فيديريكو بييروج                       | الأوروغواي |  |
| 33     | 2011  | الجحيم                        | لويس إسترادا                          | المكسيك    |  |
| 34     | 2012  | لا                            | بابلو لارين                           | تشيلي      |  |
| 35     | 2013  | الهيليكوبتر                   | آمات إسكالانتي                        | المكسيك    |  |
| 36     | 2014  | يتولى الأمر                   | إرنستو دارانساس                       | كوبا       |  |
| 37     | 2015  | النادي                        | بابلو لارين                           | تشيلي      |  |
| 38     | 2016  | صحراء                         | جوناس كوارون                          | المكسيك    |  |
| 39     | 2017  | ألانيس                        | أناهي بيرنيري                         | الأرجنتين  |  |
| 40     | 2018  | طيور الصيف                    | سيرو غيرا وكريستينا غاييغو            | كولومبيا   |  |
| 41     | 2019  | السائرون نياما                | باولا هرنانديز                        | الأرجنتين  |  |
| 42     | 2020  |                               |                                       |            |  |

## وصلات خارجية
- الموقع الرسمي لمهرجان هافانا الدولي لسينما أمريكا اللاتينية الجديدة